# Порт Хјурон
Порт Хјурон (енгл. Port Huron) град је у америчкој савезној држави Мичиген. По попису становништва из 2010. у њему је живело 30.184 становника.

## Демографија
Према попису становништва из 2010. у граду је живело 30.184 становника, што је -2.154 (-6.7%) становника више него 2000. године.
| Група             | 2000.          | 2010.          |
| Белци             | 27.326 (84,5%) | 24.465 (81,1%) |
| Афроамериканци    | 2.504 (7,7%)   | 2.736 (9,1%)   |
| Азијати           | 179 (0,6%)     | 172 (0,6%)     |
| Хиспаноамериканци | 1.383 (4,3%)   | 1.634 (5,4%)   |
| Укупно            | 32.338         | 30.184         |